# Parafia Niepokalanego Poczęcia Najświętszej Maryi Panny w Moczydlnicy Klasztornej
Parafia Niepokalanego Poczęcia Najświętszej Maryi Panny w Moczydlnicy Klasztornej – znajduje się w dekanacie  Wołów w archidiecezji wrocławskiej. Erygowana w XIV wieku.
Obsługiwana przez księży archidiecezjalnych. Jej proboszczem jest ks. mgr lic. Jan Sienkiewicz.

## Parafialne księgi metrykalne
| Księgi metrykalne | Okres ewidencji    |
| ----------------- | ------------------ |
| chrztów           | 1776 -             |
| ślubów            | 1776 - 1851 1946 - |
| zgonów            | 1776 -             |